# Lenggong
Lenggong (Tiếng Trung giản thể: 玲珑; Tiếng Trung phồn thể: 玲瓏) là một thị trấn và khu vực bầu cử quốc hội nằm ở Hulu Perak, Perak, Malaysia.  Thung lũng Lenggong ở Hulu Perak là một trong những khu vực khảo cổ học quan trọng nhất của Malaysia vì các cuộc khai quật đã tiết lộ nhiều dấu vết thời tiền sử ở Malaysia. Đây là địa điểm hoạt động lâu đời nhất của con người được biết đến ở bán đảo Mã Lai. Ngày nay nó vẫn là một vùng nông thôn với những ngôi làng nhỏ bao quanh bởi thảm thực vật xanh và những đồi đá vôi. Lenggong có thể được ví như một bảo tàng ngoài trời, và là nơi lưu giữ những câu ghi chú, bộ xương, bản vẽ hang động và những phát hiện quý giá như đồ trang sức, đồ gốm, vũ khí và công cụ bằng đá. Nhiều hang động trong khu vực Lenggong đã tiết lộ bằng chứng về con người cổ đại đã sinh sống và săn bắn ở khu vực này. Thung lũng Lenggong đã được UNESCO công nhận là Di sản thế giới vào ngày 30 tháng 6 năm 2012.

## Khảo cổ học
Malaysia được coi là một quốc gia rất trẻ về mặt khảo cổ học thời tiền sử. Ở Châu Phi, lịch sử của loài người có nguồn gốc khoảng 3-5 triệu năm trước. Hậu duệ của họ di cư ra khỏi châu Phi và hài cốt thời tiền sử của họ đã được tìm thấy trên khắp châu Âu và châu Á.Người vượn Java và Bắc Kinh có từ khoảng 300.000 năm trước. Ở Malaysia, hài cốt sớm nhất là hộp sọ người được tìm thấy trong hang động Niah ở Sarawak và có niên đại khoảng 40.000 năm. Ở Semenanjung thậm chí còn gần đây hơn và bắt đầu ở Lenggong khoảng 31.000 năm trước. Ngẫu nhiên, nhiều người nghĩ thung lũng Bujang ở Kedah là một trong những địa điểm lâu đời nhất, nhưng lịch sử của nó chỉ kéo dài khoảng 1.500 năm. Tất cả các di tích khảo cổ được tìm thấy ở Lenggong được liên kết với các hang động. Hai trường hợp ngoại lệ là địa điểm khảo cổ ở Kota Tampan và Bukit Jawa. Đây là hai địa điểm thời đại đồ đá cũ duy nhất của Malaysia.
Kota Tampan là nơi sinh sống sớm nhất của con người. Các cuộc khai quật tại Kota Tampan bắt đầu vào năm 1938 cho thấy một khu vực sản xuất với công cụ bằng đá không bị xáo trộn. Các công cụ cuội được chế tạo bằng các thiết bị như đe và búa đá. Khoảng 50.000 mảnh đá đã được tìm thấy và ghi nhận. Văn hóa tại Kota Tampan được gọi là Tampanian.
Năm 1991, hóa thạch "Perak" 11.000 năm được phát hiện tại địa phương. Địa điểm này hiện có hai phần và tổng cộng bốn địa điểm khảo cổ. Khoảng thời gian của các hiện vật từ 1,8 triệu năm trước đến 1.000 năm trước. Nó từng là di tích lâu đời nhất của con người ngoài châu Phi.